# Villa Pereira (Tapacarí)
Villa Pereira (auch Ankholaimiña oder Villa Cabo) ist eine Ortschaft im Departamento Cochabamba im Hochland des südamerikanischen Andenstaates Bolivien.

## Lage im Nahraum
Villa Pereira ist der größte Ort des Kanton Leque im Municipio Tapacarí in der Provinz Tapacarí. Die Ortschaft liegt auf einer Höhe von 3917 m an der Grenze zwischen den Kantonen Leque und Tapacarí auf einem Bergrücken am Río Liphichi Mayu, einem rechten Nebenfluss des Río Leque, einem der Quellflüsse des Río Ayopaya.

## Geographie
Villa Pereira liegt östlich des bolivianischen Altiplano in den östlichen Ausläufern der Serranía de Sicasica. Das Klima ist ein typisches Tageszeitenklima, bei dem die mittleren täglichen Temperaturschwankungen höher ausfallen als die jahreszeitlichen Schwankungen.
Die Jahresdurchschnittstemperatur der Region liegt bei etwa 6 °C (siehe Klimadiagramm Challa Grande) und schwankt nur unwesentlich zwischen 2 °C im Juni und Juli und gut 8 °C im November und Dezember. Der Jahresniederschlag beträgt etwa 650 mm, bei einer ausgeprägten Trockenzeit von Mai bis August mit Monatsniederschlägen unter 10 mm, und einer Feuchtezeit von Dezember bis Februar mit bis zu 155 mm Monatsniederschlag.

## Verkehrsnetz
Villa Pereira liegt in einer Entfernung von 144 Straßenkilometern westlich von Cochabamba, der Hauptstadt des Departamentos.
Von Cochabamba aus führt in westlicher Richtung die asphaltierte Nationalstraße Ruta 4 über die Städte Quillacollo und Parotani nach Pongo Kasa im kargen Bergland der Serranía de Sicasica und weiter über Challa Grande nach Caracollo an der Ruta 1. In Pongo Kasa zweigt eine unbefestigte Landstraße in nördlicher Richtung ab und erreicht nach 51 Kilometern Villa Pereira, wobei sie in ihrem Verlauf bis auf 4400 Meter Höhe ansteigt.

## Bevölkerung
Die Einwohnerzahl der Ortschaft ist bei der letzten Volkszählung von 2012 aus den Statistiken der Provinz Tapacarí nicht klar erkennbar:
| Jahr | Einwohner         | Quelle       |
| ---- | ----------------- | ------------ |
| 1992 | keine Detaildaten | Volkszählung |
| 2001 | 218               | Volkszählung |
| 2012 | keine Detaildaten | Volkszählung |
| 2024 |                   | Volkszählung |

Die Region weist einen hohen Anteil an Quechua-Bevölkerung  auf, im Municipio Tapacarí sprechen 75,5 Prozent der Bevölkerung die Quechua-Sprache.